# Microsoft HoloLens
Microsoft HoloLens（“全息透镜”）是微软在Windows 10上推出的一个智能眼鏡產品，是Windows Holographic使用的主要设备。它采用先进的传感器、全角度高清晰3D光学透镜头戴式显示器以及環繞音效，允许在增强现实中用户界面可以与用户透過眼神、语音和手势互相交流其开发代号为“Project Baraboo”。HoloLens由微软在2015年1月21日公布，在此之前已经开发了5年之久，其构想的一部分成为了在2010年发布的Kinect。。
微软展示了HoloLens的各种应用，包括HoloStudio (一个3D建模软件)，可以输出成为适用于3D打印机的模型；Holobuilder，其灵感来自于电子游戏《當個創世神》；Skype；OnSight，在与美国国家航空航天局喷气推进实验室（JPL）的合作中开发的软件工具。OnSight将来自好奇号火星车的数据整合为火星环境的3D模拟，使得科学家们能够使用HoloLens设备对其观看、交互和协作。OnSight可以用于任务规划，能够观察模拟中的目标，用手势拉动，并选择菜单命令对火星车的活动进行编程。JPL计划在好奇号的任务操作中部署OnSight，在2015年7月时将其用于控制火星车。
HoloLens使用的传感器是一种高效节能的深度摄像头，具有120°×120°的视野。传感器提供的其他功能包括头部跟踪，视频拍摄，以及声音捕捉。除了高性能的CPU和GPU，HoloLens带有全息处理器（HPU）这一协处理器用于从所述的各种传感器集成数据，并处理诸如空间映射，手势识别和语音识别的任务。
微软预计HoloLens会在2016年确定价格并提供给企业市场和消费市场。